# 栃木グランドホテル
栃木グランドホテル（とちぎグランドホテル）は、栃木県栃木市万町にあるホテル。栃木市の中心部に位置する、同市を代表するホテルの1つである。上層階からは「蔵の街」が一望できる他、西には太平山、東には筑波山を望める。館内には、総合結婚式場、大・中宴会場、会議室、居酒屋、レストラン、スナックがある。また、夏場には屋上にビアガーデンがオープンする。近隣にはゴルフ場が多く、ゴルフ客の宿泊も多い。

## 沿革
寿司店として創業し、後に宿泊業に転換した。
- 1954年（昭和29年） - 万里寿司として創業[1]。
- 1959年（昭和34年） - 法人化し、旅館万里荘（まりそう[6]）を設立[1]。
- 1984年（昭和59年） - 増築の上、栃木グランドホテルに改称[1]。
- 2015年（平成27年） - 株式会社ヴィーナスが展開する訪問看護ヴィーナスが、栃木グランドホテルを拠点に訪問看護事業を開始[7]。
- 2021年（令和3年）4月 - 栃木駅前再開発に参画し、ホテルシャンブル（business＆activity chanvre）を開業[5]。
- 2025年（令和7年）3月1日 - 1階に鰻の成瀬栃木蔵の街店が開店[8]。

### 老人ホームへの一部転用
新型コロナウイルス感染症の流行による宿泊者数の減少と地元地域の高齢化を受け、ホテルの客室全56室のうち、4 - 6階にある15室と浴場・食事会場を改装して老人ホーム「グランドまりそう」に転用し、2023年（令和5年）1月に開業した。「まりそう」の名は栃木グランドホテルに改称する前の旅館時代の名称であり、地域の高齢者になじみがあることから、老人ホームの名前に採用した。
老人ホームへの改装費用には中小企業庁の事業再構築補助金を活用した。定員は18人で、シングルとツインがあり、1部屋の面積は18.52 - 44.6 m2である。残る部屋はホテルとしての運営を継続し、入所者に会いに来た家族がそのまま宿泊できるようにしている。

### 不祥事
2020年（令和2年）4月からの約2年間、新型コロナウイルス感染症の影響で一部の従業員を休ませていたと虚偽の申請を行い、雇用調整助成金と緊急雇用安定助成金を合わせて約6000万円の不正受給を行っていたことが2025年（令和7年）3月12日に発覚した。栃木労働局から2024年（令和6年）11月に不正であると指摘を受け、発覚時点までに違約金を含め約7800万円を納付した。ホテル側は不正の意図はなかったとしながら、社長の引責退任の方針を示した。

## 主要設備

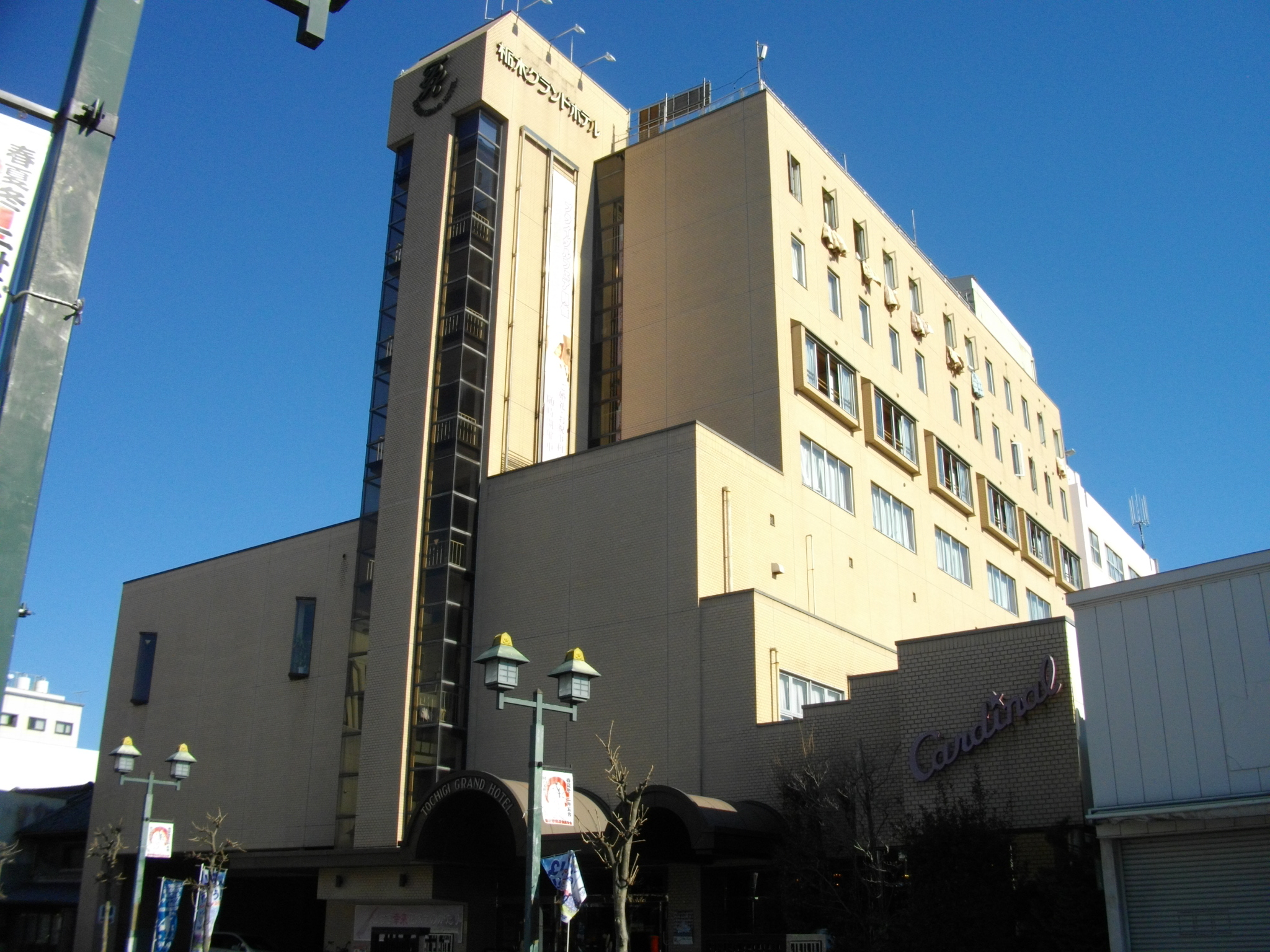
栃木グランドホテル（2014年）

- 客室（総数40室）[2]
  - 和室 - 10室[2]
  - シングル（13 m2） - 19室[2]
  - ツイン（18 m2） - 7室[2]
  - ダブル（14 m2） - 4室[2]
- 大浴場
- 会議室 - 300席
- 宴会場 - 200席
- レストラン - 48席[1]
- 居酒屋 - 50席[1]
- スナック - 25席

### 老人ホーム転用前の客室構成
- 和室 - 16室[1]
- シングル - 24室[1]
- ツイン - 7室[1]
- ダブル - 2室[1]
- デラックスツイン - 1室[1]